# Grom (переносной зенитный ракетный комплекс)

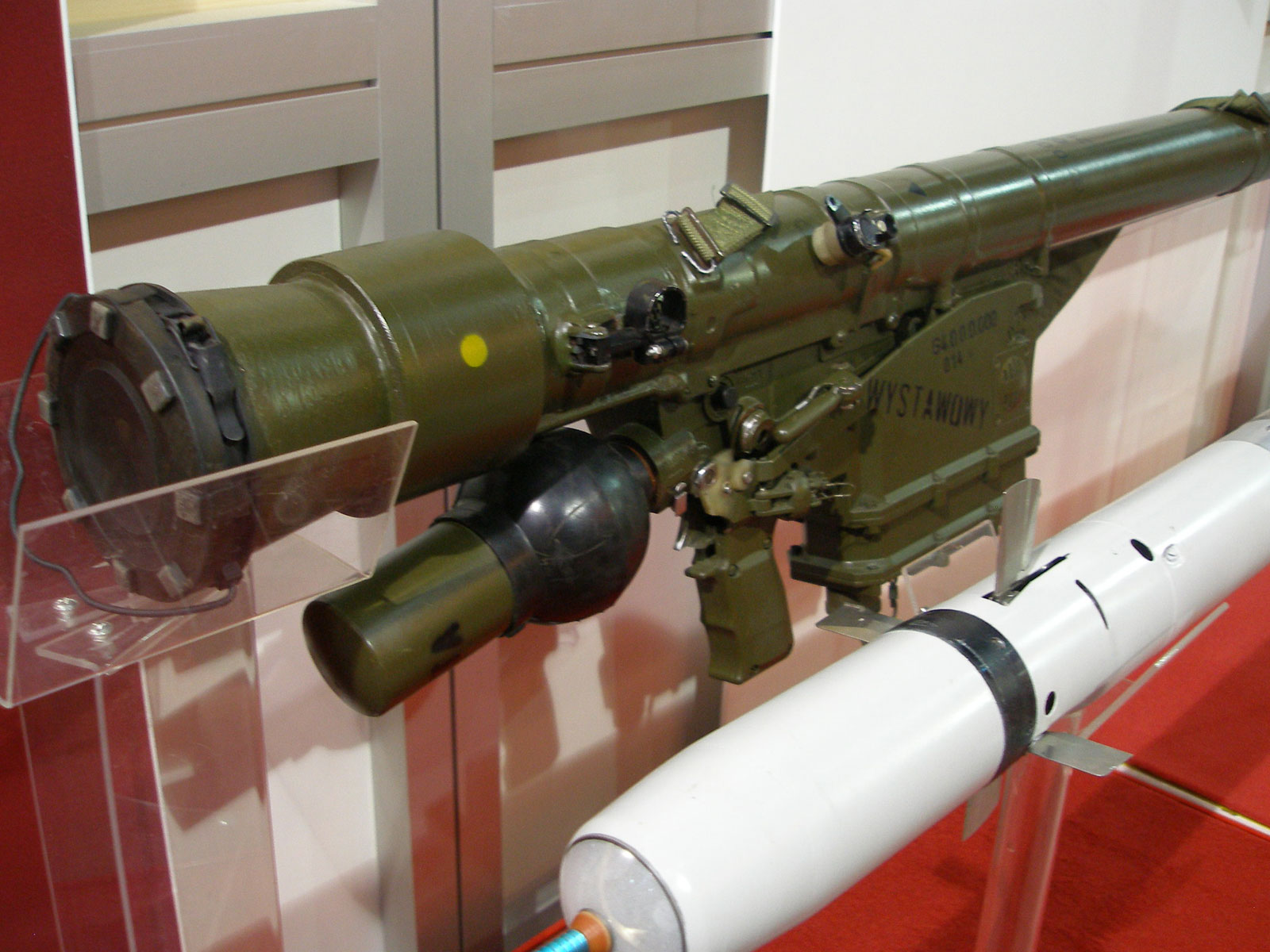
PZR Grom

Grom («Гром») — польский переносной зенитно-ракетный комплекс, предназначенный для поражения низколетящих воздушных целей на встречных и догонных курсах.
Разработка комплекса началась в 1992 году, принят на вооружение в 1995 году. Grom разработан предприятиями ВПК Польши на базе советских  ПЗРК «Игла-1» и «Игла», выпускается производственным предприятием MESKO S.A. (г. Скаржиско-Камень). В период с 1995 по 2004 год российская сторона оказывала техническое содействие в разработке и освоении производства отдельных узлов ПЗРК, поставлялись российские комплектующие изделия и материалы, полную локализацию производства на польских предприятиях удалось обеспечить только после 2004 г.
Переносной вариант комплекса по составу и конструкции практически полностью повторяет российский комплекс «Игла».

## Характеристики
- Дальность стрельбы, м:
- — минимальная 500
- — максимальная 5500
- Высота полета поражаемых целей, м:
- — минимальная 10
- — максимальная 3500
- Скорость полета поражаемых целей, м/c:
- — вдогон 320
- — навстречу 400
- Вероятность поражения неманеврирующей цели 0.6
- Габариты, мм:
- — калибр 72
- — длина 1648
- Средняя скорость полета, м/c 580
- Масса в боевом положении, кг 18.5
- Масса ракеты, кг 10.25 -
- Масса боевой части, кг 1.27
- Время перевода в боевое положение, с 15
- Время самоликвидации, с 14-17
- Температурный диапазон боевого применения, град от −35 до +50

## Варианты и модификации
- «Grom-2» — серийное производство началось в 2000 г.
- «Piorun» («Молния») — с 2006 года Военная техническая Академия (Wojskowa Akademia Techniczna г. Варшава) совместно с компаниями ZM Mesko и BUMAR разрабатывает усовершенствованный вариант ПЗРК «Гром», получивший обозначение «Piorun».

## Эксплуатанты
Официальные
- Польша — более 400 пусковых установок и более 2000 ракет. Около 400 ракет поставлено в новой версии «Перун».[1]
- Грузия — в 2007 году Польша поставила в Грузию 30 переносных зенитно-ракетных комплексов «GROM E2»[2](согласно другим источникам: 100 комплектов[3]). В октябре 2008 года в интервью «Польскому радио» министр иностранных дел Польши Р. Сикорский подтвердил факт поставки комплексов в Грузию[3].
- Литва — в сентябре 2014 был подписан контракт на поставку из Польши партии ПЗРК[4] на сумму 34,041 млн евро, 22 декабря 2014 министерство обороны Литвы сообщило о получении первой партии ПЗРК[5].
- Украина - 1 февраля 2022 года министр национальной обороны Польши Мариуш Блащак сообщил, что Совет министров принял резолюцию о помощи Украине. Будет предоставлено самое современное польское оборудование - переносные зенитные ракетные комплексы «Перун» и боеприпасы[6][7].

Неофициальные
- Кавказский эмират — 10 октября 2008 г. два ПЗРК были обнаружены в схроне оружия в Чеченской Республике. Предположительно, комплексы попали туда из Грузии.[8]
- Вооружённые формирования пророссийских сепаратистов Донецкой и Луганской областей Украины. Несколько ПЗРК были захвачены украинскими силами и продемонстрирована международным экспертам в качестве подтверждения российского участия в войне. По данным Польши, ПЗРК с данными серийными номерами были поставлены в Грузию в конце 2007 года и могли быть захвачены российскими силами[9][10][11].